# Mira Alečković

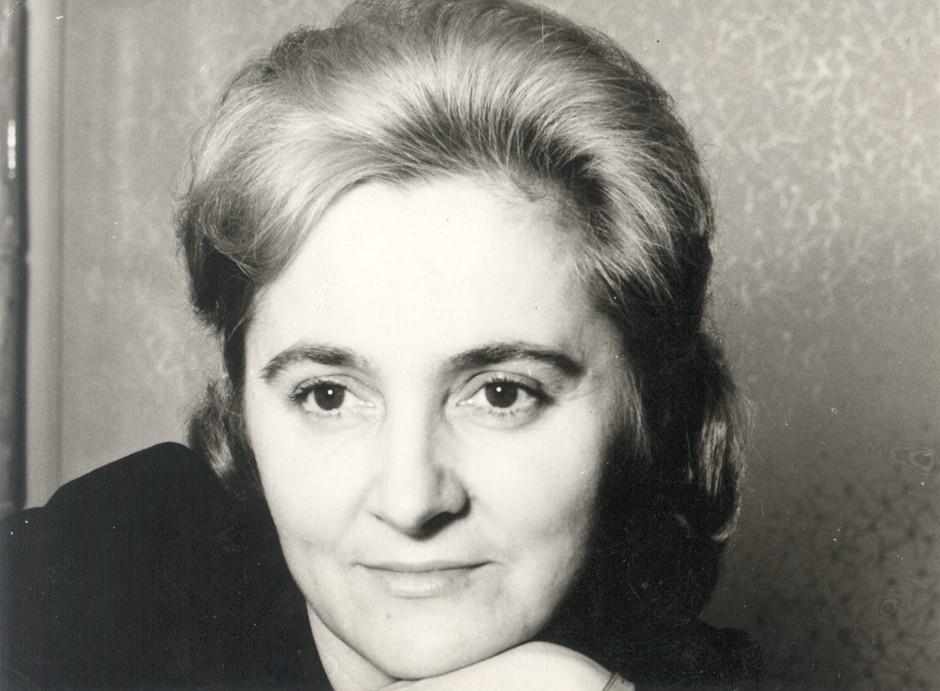
Mira Alečković

Mira Alečković (serbisch-kyrillisch Мира Алечковић; * 2. Februar 1924 in Novi Sad, Königreich der Serben, Kroaten und Slowenen; † 26. Februar 2008 in Belgrad, Serbien) war eine jugoslawische Schriftstellerin, Dichterin und Liedtexterin.
Sie gehörte ab 1939 der Kommunistischen Jugendorganisation und ab 1941 der Jugoslawische Volksbefreiungsarmee an. Nach Kriegsende studierte sie an der Universität Belgrad und an der Sorbonne (Paris) Slawistik und Literaturwissenschaft. Sie veröffentlichte mehrere Gedichtbände, deren erster, Zvezdane balade, 1946 erschien, sowie zahlreiche Kinderbücher. Sie schrieb auch für mehrere Jugendzeitschriften. Bekannt sind auch die Lieder Druže Tito mi ti se kunemo und Jugoslavijo, deren Texte sie verfasste und die unter anderem von Zdravko Čolić interpretiert wurden. 1980 wurde eine dreibändige Ausgabe ausgewählter Werke (Izabrana dela Mire Alečković) veröffentlicht.